# Česká hokejová extraliga 2013/2014
Česká hokejová extraliga 2013/2014 byla 21. ročníkem nejvyšší hokejové soutěže v České republice. Soutěž začala 13. září 2013 a základní část skončila 7. března 2014. Titul z předchozí sezóny obhajoval klub HC Škoda Plzeň. Nováčkem soutěže bylo mužstvo Mountfield HK z Hradce Králové, které se sem přestěhovalo z Českých Budějovic.
Hlavním sponzorem soutěže byla sázková společnost Tipsport.

## Fakta
- 21. ročník samostatné české nejvyšší hokejové soutěže
- Nejlepší střelec základní části – Petr Ton HC Sparta Praha (35 branek)
- Nejlepší nahrávač – Jaroslav Hlinka HC Sparta Praha (45 asistencí)
- Vítěz kanadského bodování – Petr Ton HC Sparta Praha (67 bodů)
- Vítěz základní části – HC Sparta Praha

Vítězem ročníku a zároveň prvním držitelem poháru T. G. Masaryka se stal celek PSG Zlín. Byl to jeho druhý ligový titul v historii české ELH.

## Systém soutěže

### Základní část
Soutěže se účastnilo celkem 14 klubů. Ty se nejprve utkaly vzájemně 4× mezi sebou (vždy dvakrát na svém hřišti a dvakrát na soupeřově hřišti). Po odehrání těchto 52 utkání se sestavila tabulka (vítězství je obodováno 3 body, vítězství v prodloužení či na samostatné nájezdy za 2 body, naopak porážka v prodloužení či na samostatné nájezdy za 1 bod a porážka v základní době není bodována vůbec). Prvních šest týmů postoupí do playoff přímo, týmy na 7. až 10. místě postoupí do předkola playoff a níže umístěné celky se utkají ve skupině playout.

### Playoff
V předkole playoff se utkal tým na 7. místě s týmem na 10. místě a tým na osmém místě s týmem na místě devátém. Do dalších bojů postoupí z dvojice vždy ten celek, který dříve dosáhl tří vítězství. Postoupivší týmy doplnily předchozích šest týmů v playoff, v němž se utkaly 1. tým po základní části s týmem postupujícím z předkola, který byl po základní části v tabulce extraligy hůře umístěn. Zbývající postupující z předkola se utkal s týmem na druhém místě a další dvojice vytvoří týmy na 3. a 6. místě, resp. na 4. a 5. místě. Z těchto čtyř dvojic postoupí do dalších bojů celky, jež dříve dosáhly čtyř vítězství. V semifinále se utkaly tým postupující ze čtvrtfinále, který byl po základní části nejvýše postaven ze všech čtyř semifinalistů, s týmem postoupivším ze čtvrtfinále, který byl po základní části naopak nejhorším ze všech týmů, jež do semifinále postoupily. Zbylé dva týmy utvořily druhou dvojici. Do finále postoupí z obou dvojic vždy ten celek, který dosáhne dříve čtyř vítězství. Finále se hráje na čtyři vítězná utkání a jeho vítěz získá titul mistra extraligy a Masarykův pohár. Ve všech fázích playoff začínají boje vždy dvěma utkáními na stadionu lépe postaveného týmu po základní části, dále následuje jedno nebo dvě utkání (to podle vývoje série) na hřišti hůře postaveného týmu a následně – pokud je odehrání těchto utkání nutné – se týmy v pořadatelství střídají, a to vždy po jednom zápase.

### Playout
Do playout si celky přinášejí bodové zisky a počty vstřelených i obdržených branek totožné se základní tabulkou a následně se utkávají vzájemně mezi sebou, kdy každý z týmů odehraje celkem šest utkání, a to s každým z týmů ve skupině playout (jednou coby hostitel utkání, podruhé co by hostující tým). Výsledky i bodové zisky (vítězství je bodováno 3 body, vítězství v prodloužení či na samostatné nájezdy za 2 body, naopak porážka v prodloužení či na samostatné nájezdy za 1 bod a porážka v základní době není bodována vůbec) jsou připočítány k ziskům po základní části a dva nejhorší týmy se utkají se dvěma nejlepšími týmy první ligy v baráži o setrvání v extralize i pro příští sezónu.

### Baráž
V baráži se střetly dva nejhorší týmy extraligy (po odehrání zápasů skupiny playout) s vítěznými semifinalisty první ligy. Baráž se hrála formou čtyřčlenné skupiny čtyřkolovým systémem každý s každým (celkem tedy 12 kol). Po odehrání všech utkání baráže se sestavila tabulka a týmy na prvních dvou místech hrají v sezóně 2014/2015 extraligu, zbylé dva týmy první ligu.

## Kluby podle krajů
- Praha:
  - HC Slavia Praha
  - HC Sparta Praha
- Středočeský kraj:
  - Rytíři Kladno
- Plzeňský kraj:
  - HC Plzeň 1929
- Karlovarský kraj:
  - HC Energie Karlovy Vary
- Pardubický kraj:
  - HC ČSOB Pojišťovna Pardubice
- Liberecký kraj:
  - Bílí Tygři Liberec
- Ústecký kraj:
  - HC Verva Litvínov
  - Piráti Chomutov
- Moravskoslezský kraj:
  - HC Oceláři Třinec
  - HC Vítkovice Steel
- Zlínský kraj:
  - PSG Zlín
- Královéhradecký kraj:
  - Mountfield HK
- Jihomoravský kraj:
  - HC Kometa Brno

## Základní údaje
Údaje v tabulce jsou platné k začátku soutěže.
| Klub                         | Stadion                      | Hlavní trenér    | Kapitán          | Kapacita |
| ---------------------------- | ---------------------------- | ---------------- | ---------------- | -------- |
| HC Slavia Praha              | O2 arena                     | Vladimír Růžička | Petr Kadlec      | 17 500   |
| HC Sparta Praha              | Tipsport arena               | Josef Jandač     | Tomáš Rolinek    | 12 950   |
| HC ČSOB Pojišťovna Pardubice | ČEZ Arena                    | Zdeněk Venera    | Václav Kočí      | 10 194   |
| HC Vítkovice Steel           | ČEZ Aréna                    | Peter Oremus     | Jiří Burger      | 10 109   |
| Rytíři Kladno                | Městský zimní stadion        | Zdeněk Vojta     | Pavel Patera     | 8 600    |
| HC Škoda Plzeň               | ČEZ Aréna                    | Milan Razým      | Martin Straka    | 8 470    |
| Bílí Tygři Liberec           | Tipsport arena               | Pavel Hynek      | Petr Nedvěd      | 7 500    |
| HC Kometa Brno               | Kajot Arena                  | Vladimír Kýhos   | Leoš Čermák      | 7 200    |
| PSG Zlín                     | Zimní stadion Luďka Čajky    | Rostislav Vlach  | Petr Čajánek     | 7 000    |
| HC Verva Litvínov            | Zimní stadion Ivana Hlinky   | Vladimír Jeřábek | Michal Trávníček | 7 000    |
| Mountfield HK                | Zimní stadion Hradec Králové | Peter Draisaitl  | Jiří Šimánek     | 7 700    |
| HC Energie Karlovy Vary      | KV Arena                     | Richard Žemlička | Martin Zaťovič   | 6 024    |
| HC Oceláři Třinec            | Werk Arena                   | Jiří Kalous      | Radek Bonk       | 5 200    |
| Piráti Chomutov              | SD aréna                     | Jiří Čelanský    | Jozef Balej      | 5 250    |

### Změny trenérů
V průběhu sezóny došlo k pěti změnám trnérů. Jejich přehled je uveden v tabulce.
| Tým                     | Datum změny | Kolo  | Odvolaný trenér  | Nově nastoupivší trenér      |
| ----------------------- | ----------- | ----- | ---------------- | ---------------------------- |
| HC Energie Karlovy Vary | 24.9.2013   | po 5  | Richard Žemlička | Karel Mlejnek                |
| HC Verva Litvínov       | 22.10.2013  | po 14 | Vladimír Jeřábek | Radim Rulík, Miloslav Hořava |
| Piráti Chomutov         | 8.11.2013   | po 18 | Jiří Čelanský    | Josef Turek                  |
| Rytíři Kladno           | 18.12.2013  | po 31 | Zdeněk Vojta     | Jiří Čelanský                |
| Piráti Chomutov         | 7.1.2014    | po 36 | Josef Turek      | Jaroslav Beck                |

## Hvězdy týdne
Internetový portál iDNES.cz vyhlašoval za každý odehraný týden hráče, jehož tituloval „Hvězdou týdne“. Počátkem prosince však s vyhlašováním hráčů skončil.
| Týden     | Hráč               | Klub                         | Zdroj |
| --------- | ------------------ | ---------------------------- | ----- |
| 1. týden  | Dominik Furch      | HC Slavia Praha              |       |
| 2. týden  | Jaroslav Bednář    | HC Slavia Praha              |       |
| 3. týden  | Petr Ton           | HC Sparta Praha              |       |
| 4. týden  | Petr Strapáč       | HC Vítkovice Steel           |       |
| 5. týden  | Petr Vampola       | Bílí Tygři Liberec           |       |
| 6. týden  | Tomáš Pöpperle     | HC Sparta Praha              |       |
| 7. týden  | Jaroslav Kudrna    | Mountfield Hradec Králové    |       |
| 8. týden  | Petr Ton           | HC Sparta Praha              |       |
| 9. týden  | Marcel Melicherčík | Bílí Tygři Liberec           |       |
| 10. týden | Martin Ručinský    | HC Verva Litvínov            |       |
| 11. týden | Petr Zámorský      | PSG Zlín                     |       |
| 12. týden | Tomáš Nosek        | HC ČSOB Pojišťovna Pardubice |       |
| 13. týden | Pavel Francouz     | HC Verva Litvínov            |       |

## Konečná tabulka základní části
| Poř. | Tým                           | Z  | V  | VP | PP | P  | VG  | OG  | B   |
| ---- | ----------------------------- | -- | -- | -- | -- | -- | --- | --- | --- |
| 1.   | HC Sparta Praha               | 52 | 34 | 1  | 6  | 11 | 208 | 100 | 110 |
| 2.   | HC Oceláři Třinec             | 52 | 29 | 3  | 2  | 18 | 163 | 132 | 95  |
| 3.   | HC Škoda Plzeň                | 52 | 27 | 5  | 3  | 17 | 133 | 118 | 94  |
| 4.   | PSG Zlín (C)                  | 52 | 24 | 6  | 6  | 16 | 136 | 119 | 90  |
| 5.   | Mountfield Hradec Králové (N) | 52 | 21 | 10 | 7  | 14 | 125 | 110 | 90  |
| 6.   | HC Kometa Brno                | 52 | 25 | 5  | 2  | 20 | 126 | 124 | 87  |
| 7.   | HC ČSOB Pojišťovna Pardubice  | 52 | 22 | 4  | 9  | 17 | 150 | 139 | 83  |
| 8.   | HC Vítkovice Steel            | 52 | 22 | 6  | 4  | 20 | 162 | 146 | 82  |
| 9.   | Bílí Tygři Liberec            | 52 | 19 | 9  | 3  | 21 | 147 | 155 | 78  |
| 10.  | HC Slavia Praha               | 52 | 16 | 8  | 8  | 20 | 134 | 136 | 72  |
| 11.  | HC Verva Litvínov             | 52 | 16 | 8  | 7  | 21 | 106 | 122 | 71  |
| 12.  | HC Energie Karlovy Vary       | 52 | 19 | 2  | 5  | 26 | 114 | 147 | 66  |
| 13.  | Rytíři Kladno                 | 52 | 10 | 7  | 3  | 32 | 98  | 154 | 47  |
| 14.  | Piráti Chomutov               | 52 | 6  | 0  | 9  | 37 | 91  | 191 | 27  |

| Vysvětlivka                         |
| ----------------------------------- |
| Přímý postup do čtvrtfinále playoff |
| Postup do předkola playoff          |
| Účastník play out                   |

Poznámky:
- (C) = držitel mistrovského titulu, (N) = nováček (minulou sezónu hrál nižší soutěž a postoupil)
- V případě rovnosti bodů rozhodovala bilance vzájemných zápasů.

## Nejproduktivnější hráči základní části
Toto je konečné pořadí hráčů podle dosažených bodů. Za jeden vstřelený gól nebo přihrávku na gól hráč získal jeden bod.
| Poř. | Hráč            | Tým                          | Z  | G  | A  | B  | TM  | +/- |
| ---- | --------------- | ---------------------------- | -- | -- | -- | -- | --- | --- |
| 1.   | Petr Ton        | HC Sparta Praha              | 50 | 35 | 32 | 67 | 22  | 27  |
| 2.   | Jaroslav Hlinka | HC Sparta Praha              | 50 | 17 | 45 | 62 | 36  | 30  |
| 3.   | Martin Růžička  | HC Oceláři Třinec            | 52 | 26 | 29 | 55 | 20  | -8  |
| 4.   | Petr Nedvěd     | Bílí Tygři Liberec           | 49 | 19 | 31 | 50 | 103 | -3  |
| 5.   | Jaroslav Bednář | HC Slavia Praha              | 47 | 21 | 27 | 48 | 16  | 12  |
| 6.   | Ondřej Roman    | HC Vítkovice Steel           | 51 | 13 | 35 | 48 | 44  | 12  |
| 7.   | Martin Bartek   | Bílí Tygři Liberec           | 48 | 28 | 18 | 46 | 53  | -8  |
| 8.   | Jiří Polanský   | HC Oceláři Třinec            | 52 | 17 | 29 | 46 | 48  | -3  |
| 9.   | Tomáš Nosek     | HC ČSOB Pojišťovna Pardubice | 49 | 19 | 25 | 44 | 36  | 17  |
| 10.  | Petr Leška      | PSG Zlín                     | 52 | 6  | 38 | 44 | 22  | 8   |

## Nejproduktivnější hráči playoff
Toto je konečné pořadí hráčů podle dosažených bodů. Za jeden vstřelený gól nebo přihrávku na gól hráč získal jeden bod.
| Poř. | Hráč             | Tým               | Z  | G | A  | B  | TM | +/- |
| ---- | ---------------- | ----------------- | -- | - | -- | -- | -- | --- |
| 1.   | Petr Čajánek     | PSG Zlín          | 17 | 4 | 11 | 15 | 12 | 6   |
| 2.   | Vojtěch Němec    | HC Kometa Brno    | 16 | 8 | 6  | 14 | 4  | 1   |
| 3.   | Ondřej Veselý    | PSG Zlín          | 16 | 8 | 5  | 13 | 26 | 3   |
| 4.   | Petr Leška       | PSG Zlín          | 17 | 0 | 13 | 13 | 12 | 4   |
| 5.   | Antonín Honejsek | PSG Zlín          | 17 | 7 | 5  | 12 | 22 | 4   |
| 6.   | Petr Ton         | HC Sparta Praha   | 12 | 5 | 7  | 12 | 6  | 0   |
| 7.   | Radek Bonk       | HC Oceláři Třinec | 11 | 4 | 8  | 12 | 6  | 0   |
| 8.   | Martin Růžička   | HC Oceláři Třinec | 11 | 7 | 4  | 11 | 12 | -3  |
| 9.   | Bedřich Köhler   | PSG Zlín          | 17 | 5 | 6  | 11 | 10 | 8   |
| 10.  | Jaroslav Hlinka  | HC Sparta Praha   | 12 | 4 | 7  | 11 | 8  | 0   |

## Pavouk play off
|  | Předkolo | Předkolo                     | Předkolo          |                              |    | Čtvrtfinále     | Čtvrtfinále | Čtvrtfinále     |   |    | Semifinále        | Semifinále | Semifinále     |   |  | Finále | Finále | Finále |
|  |          |                              |                   |                              |    |                 |             |                 |   |    |                   |            |                |   |  |        |        |        |
|  | 8.       | HC Vítkovice Steel           | 3                 |                              |    |                 |             |                 |   |    |                   |            |                |   |  |        |        |        |
|  | 9.       | Bílí Tygři Liberec           | 0                 |                              |    |                 |             |                 |   |    |                   |            |                |   |  |        |        |        |
|  | 9.       | Bílí Tygři Liberec           | 0                 |                              | 1. | HC Sparta Praha | 4           |                 |   |    |                   |            |                |   |  |        |        |        |
|  |          |                              |                   |                              | 1. | HC Sparta Praha | 4           |                 |   |    |                   |            |                |   |  |        |        |        |
|  |          |                              | 8.                | HC Vítkovice Steel           | 1  |                 |             |                 |   |    |                   |            |                |   |  |        |        |        |
|  |          |                              | 8.                | HC Vítkovice Steel           | 1  |                 |             |                 |   |    |                   |            |                |   |  |        |        |        |
|  |          |                              |                   |                              |    |                 |             |                 |   |    |                   |            |                |   |  |        |        |        |
|  |          |                              |                   |                              |    |                 |             |                 |   |    |                   |            |                |   |  |        |        |        |
|  |          |                              |                   |                              |    |                 | 1.          | HC Sparta Praha | 3 |    |                   |            |                |   |  |        |        |        |
|  |          |                              |                   |                              |    |                 |             |                 | 3 |    |                   |            |                |   |  |        |        |        |
|  |          | 6.                           | HC Kometa Brno    | 4                            |    |                 |             |                 |   |    |                   |            |                |   |  |        |        |        |
|  |          | 6.                           | HC Kometa Brno    | 4                            |    |                 |             |                 |   |    |                   |            |                |   |  |        |        |        |
|  |          |                              |                   |                              |    |                 |             |                 |   |    |                   |            |                |   |  |        |        |        |
|  |          |                              |                   |                              |    |                 |             |                 |   |    |                   |            |                |   |  |        |        |        |
|  |          | 3.                           | HC Škoda Plzeň    | 2                            |    |                 |             |                 |   |    |                   |            |                |   |  |        |        |        |
|  |          |                              |                   | 2                            |    |                 |             |                 |   |    |                   |            |                |   |  |        |        |        |
|  |          |                              | 6.                | HC Kometa Brno               | 4  |                 |             |                 |   |    |                   |            |                |   |  |        |        |        |
|  |          |                              | 6.                | HC Kometa Brno               | 4  |                 |             |                 |   |    |                   |            |                |   |  |        |        |        |
|  |          |                              |                   |                              |    |                 |             |                 |   |    |                   |            |                |   |  |        |        |        |
|  |          |                              |                   |                              |    |                 |             |                 |   |    |                   |            |                |   |  |        |        |        |
|  |          |                              |                   |                              |    |                 |             |                 |   |    |                   | 6.         | HC Kometa Brno | 1 |  |        |        |        |
|  |          |                              |                   |                              |    |                 |             |                 |   |    |                   |            |                |   |  |        |        |        |
|  |          | 4.                           | PSG Zlín          | 4                            |    |                 |             |                 |   |    |                   |            |                |   |  |        |        |        |
|  |          | 4.                           | PSG Zlín          | 4                            |    |                 |             |                 |   |    |                   |            |                |   |  |        |        |        |
|  |          |                              |                   |                              |    |                 |             |                 |   |    |                   |            |                |   |  |        |        |        |
|  |          |                              |                   |                              |    |                 |             |                 |   |    |                   |            |                |   |  |        |        |        |
|  |          | 2.                           | HC Oceláři Třinec | 4                            |    |                 |             |                 |   |    |                   |            |                |   |  |        |        |        |
|  |          |                              |                   | 4                            |    |                 |             |                 |   |    |                   |            |                |   |  |        |        |        |
|  |          |                              | 7.                | HC ČSOB Pojišťovna Pardubice | 1  |                 |             |                 |   |    |                   |            |                |   |  |        |        |        |
|  | 7.       | HC ČSOB Pojišťovna Pardubice | 7.                | HC ČSOB Pojišťovna Pardubice | 1  | 3               |             |                 |   |    |                   |            |                |   |  |        |        |        |
|  | 7.       | HC ČSOB Pojišťovna Pardubice |                   |                              |    | 3               |             |                 |   |    |                   |            |                |   |  |        |        |        |
|  | 10.      | HC Slavia Praha              | 2                 |                              |    |                 |             |                 |   |    |                   |            |                |   |  |        |        |        |
|  | 10.      | HC Slavia Praha              | 2                 |                              |    |                 |             |                 |   | 2. | HC Oceláři Třinec | 2          |                |   |  |        |        |        |
|  |          |                              |                   |                              |    |                 |             |                 |   | 2. | HC Oceláři Třinec | 2          |                |   |  |        |        |        |
|  |          | 4.                           | PSG Zlín          | 4                            |    |                 |             |                 |   |    |                   |            |                |   |  |        |        |        |
|  |          | 4.                           | PSG Zlín          | 4                            |    |                 |             |                 |   |    |                   |            |                |   |  |        |        |        |
|  |          |                              |                   |                              |    |                 |             |                 |   |    |                   |            |                |   |  |        |        |        |
|  |          |                              |                   |                              |    |                 |             |                 |   |    |                   |            |                |   |  |        |        |        |
|  |          | 4.                           | PSG Zlín          | 4                            |    |                 |             |                 |   |    |                   |            |                |   |  |        |        |        |
|  |          |                              |                   | 4                            |    |                 |             |                 |   |    |                   |            |                |   |  |        |        |        |
|  |          |                              | 5.                | Mountfield Hradec Králové    | 2  |                 |             |                 |   |    |                   |            |                |   |  |        |        |        |
|  |          |                              | 5.                | Mountfield Hradec Králové    | 2  |                 |             |                 |   |    |                   |            |                |   |  |        |        |        |
|  |          |                              |                   |                              |    |                 |             |                 |   |    |                   |            |                |   |  |        |        |        |

Všechny časy jsou uvedeny v SEČ, popřípadě SELČ.

### Předkolo

#### HC ČSOB Pojišťovna Pardubice(7.) –HC Slavia Praha(10.)
| 10. března 2014 18:20 | HC ČSOB Pojišťovna Pardubice | 3:0 (2:0, 1:0, 0:0) | HC Slavia Praha | ČEZ Arena Návštěvnost: 6984 |  |

| Report                                                      |                                                             |          |   |                                   |
|                                                             |                                                             | Brankáři |   | Rozhodčí: Pavel Mikula, Robin Šír |
| 05:13 Radoslav Tybor 19:46 Petr Sýkora 30:16 Radoslav Tybor | 05:13 Radoslav Tybor 19:46 Petr Sýkora 30:16 Radoslav Tybor |          | 0 | Rozhodčí: Pavel Mikula, Robin Šír |

| 11. března 2014 18:20 | HC ČSOB Pojišťovna Pardubice | 3:4 (2:1, 1:1, 0:2) | HC Slavia Praha | ČEZ Arena Návštěvnost: 7746 |  |

| Report                                                      |                                                             |          |                                                                                  |                                      |
|                                                             |                                                             | Brankáři |                                                                                  | Rozhodčí: René Hradil, Radek Husička |
| 04:22 Lukáš Radil 15:30 Radoslav Tybor 24:20 Radoslav Tybor | 04:22 Lukáš Radil 15:30 Radoslav Tybor 24:20 Radoslav Tybor |          | 17:35 Jaroslav Bednář 31:54 Petr Šenkeřík 53:05 Petr Jelínek 56:24 Pavel Klhůfek | Rozhodčí: René Hradil, Radek Husička |

| 13. března 2014 18:15 | HC Slavia Praha | 2:4 (1:2, 0:1, 1:1) | HC ČSOB Pojišťovna Pardubice | O2 arena Návštěvnost: 6651 |  |

| Report                               |                                      |          |                                                                           |                                     |
|                                      |                                      | Brankáři |                                                                           | Rozhodčí: Milan Minář, Tomáš Turčan |
| 16:53 Jiří Doležal 53:19 Petr Kadlec | 16:53 Jiří Doležal 53:19 Petr Kadlec |          | 16:08 Václav Benák 19:49 Petr Sýkora 37:08 Marek Ďaloga 59:36 Jan Semorád | Rozhodčí: Milan Minář, Tomáš Turčan |

| 14. března 2014 18:20 | HC Slavia Praha | 1:0 (0:0, 0:0, 1:0) | HC ČSOB Pojišťovna Pardubice | O2 arena Návštěvnost: 5708 |  |

| Report             |  |          |  |                                         |
|                    |  | Brankáři |  | Rozhodčí: Martin Fraňo, Antonín Jeřábek |
| 53:36 Marek Tomica |  |          |  | Rozhodčí: Martin Fraňo, Antonín Jeřábek |

| 16. března 2014 18:20 | HC ČSOB Pojišťovna Pardubice | 6:4 (1:2, 2:2, 3:0) | HC Slavia Praha | ČEZ Arena Návštěvnost: 8745 |  |

| Report | |          |                                                                                |                                         |
| | | Brankáři |                                                                                | Rozhodčí: Milan Minář, Vladimír Šindler |
| 00:11 Václav Kočí 25:16 Jan Semorád 29:20 Tomáš Zohorna 40:23 Petr Sýkora 41:24 Radoslav Tybor 43:13 Radoslav Tybor | 00:11 Václav Kočí 25:16 Jan Semorád 29:20 Tomáš Zohorna 40:23 Petr Sýkora 41:24 Radoslav Tybor 43:13 Radoslav Tybor |          | 00:11 Jaroslav Bednář 06:45 David Skokan 28:30 Petr Jelínek 38:57 Kyle Wharton | Rozhodčí: Milan Minář, Vladimír Šindler |

Do čtvrtfinále postoupil tým HC ČSOB Pojišťovna Pardubice, když v sérii zvítězil 3:2 na zápasy.

#### HC Vítkovice Steel(8.) –Bílí Tygři Liberec(9.)
| 10. března 2014 17:00 | HC Vítkovice Steel | 2:0 (1:0, 0:0, 1:0) | Bílí Tygři Liberec | ČEZ Aréna Návštěvnost: 4654 |  |

| Report                               |  |          |  |                                     |
|                                      |  | Brankáři |  | Rozhodčí: Martin Fraňo, Pavel Hodek |
| 02:54 Erik Němec 59:39 Peter Húževka |  |          |  | Rozhodčí: Martin Fraňo, Pavel Hodek |

| 11. března 2014 18:20 | HC Vítkovice Steel | 3:1 (1:0, 2:1, 0:0) | Bílí Tygři Liberec | ČEZ Aréna Návštěvnost: 4433 |  |

| Report                                                    |                                                           |          |                      |                                             |
|                                                           |                                                           | Brankáři |                      | Rozhodčí: Vladimír Šindler, Antonín Jeřábek |
| 00:43 Petr Strapáč 20:21 Petr Strapáč 34:34 Ondrej Šedivý | 00:43 Petr Strapáč 20:21 Petr Strapáč 34:34 Ondrej Šedivý |          | 28:02 Jaroslav Vlach | Rozhodčí: Vladimír Šindler, Antonín Jeřábek |

| 13. března 2014 18:20 | Bílí Tygři Liberec | 2:6 (1:2, 1:1, 0:3) | HC Vítkovice Steel | Tipsport arena Návštěvnost: 4936 |  |

| Report                           |                                  |          | |                                     |
|                                  |                                  | Brankáři | | Rozhodčí: Jan Hribik, Štěpán Souček |
| 12:50 Jan Víšek 37:21 Jan Výtisk | 12:50 Jan Víšek 37:21 Jan Výtisk |          | 02:01 Michael Vandas 10:02 Ondrej Šedivý 38:38 Rudolf Huna 42:11 Jiří Burger 55:28 Richard Stehlík 59:52 Michael Vandas | Rozhodčí: Jan Hribik, Štěpán Souček |

Do čtvrtfinále postoupil tým HC Vítkovice Steel, když v sérii zvítězil 3:0 na zápasy.

### Čtvrtfinále

#### PSG Zlín(4.) –Mountfield Hradec Králové(5.)
| 18. března 2014 17:30 | PSG Zlín | 2:1 PP (0:0, 1:0, 0:1) | Mountfield Hradec Králové | Zimní stadion Luďka Čajky Návštěvnost: 5520 |  |

| Report                                      |                                             |             |                      |                                        |
|                                             |                                             | Brankáři    |                      | Rozhodčí: René Hradil, Antonín Jeřábek |
| 22:52 Jaroslav Balaštík 65:00 Jiří Ondráček | 22:52 Jaroslav Balaštík 65:00 Jiří Ondráček | 1–0 1–1 2–1 | 47:22 Tomáš Pospíšil | Rozhodčí: René Hradil, Antonín Jeřábek |

| 19. března 2014 17:20 | PSG Zlín | 3:4 (2:1, 1:2, 0:1) | Mountfield Hradec Králové | Zimní stadion Luďka Čajky Návštěvnost: 4540 |  |

| Report                                                        |                                                               |                             |                                                                                       |                                  |
|                                                               |                                                               | Brankáři                    |                                                                                       | Rozhodčí: Robin Šír, Roman Polák |
| 11:40 Antonín Honejsek 18:33 Jiří Marušák 33:08 Petr Zámorský | 11:40 Antonín Honejsek 18:33 Jiří Marušák 33:08 Petr Zámorský | 0–1 1–1 2–1 2–2 3–2 3–3 3–4 | 03:50 Rastislav Dej 26:53 Jaroslav Kudrna 39:22 Jaroslav Kudrna 57:39 Jaroslav Kudrna | Rozhodčí: Robin Šír, Roman Polák |

| 22. března 2014 17:30 | Mountfield Hradec Králové | 3:4 PP (1:0, 1:0, 1:3) | PSG Zlín | Zimní stadion Hradec Králové Návštěvnost: 4816 |  |

| Report                                                    |                                                           |          |                                                                                     |                                         |
|                                                           |                                                           | Brankáři |                                                                                     | Rozhodčí: Martin Fraňo, Vladimír Pešina |
| 08:56 Jiří Šimánek 29:47 Peter Frühauf 59:07 Jiří Šimánek | 08:56 Jiří Šimánek 29:47 Peter Frühauf 59:07 Jiří Šimánek |          | 42:52 Oldřich Kotvan 45:28 Marek Melenovský 56:46 Ondřej Veselý 72:25 Ondřej Veselý | Rozhodčí: Martin Fraňo, Vladimír Pešina |

| 23. března 2014 17:30 | Mountfield Hradec Králové | 5:1 (0:1, 2:0, 3:0) | PSG Zlín | Zimní stadion Hradec Králové Návštěvnost: 5048 |  |

| Report                                                                                           |                                                                                                  |          |                     |                                    |
|                                                                                                  |                                                                                                  | Brankáři |                     | Rozhodčí: Jan Hribik, Pavel Mikula |
| 22:21 David Švagrovský 22:42 Tomáš Knotek 44:22 Tomáš Mertl 50:42 Bohumil Jank 58:41 Jakub Marek | 22:21 David Švagrovský 22:42 Tomáš Knotek 44:22 Tomáš Mertl 50:42 Bohumil Jank 58:41 Jakub Marek |          | 19:56 Ondřej Veselý | Rozhodčí: Jan Hribik, Pavel Mikula |

| 26. března 2014 17:30 | PSG Zlín | 4:0 (2:0, 1:0, 1:0) | Mountfield Hradec Králové | Zimní stadion Luďka Čajky Návštěvnost: 5161 |  |

| Report                                                                       |  |          |  |                                         |
|                                                                              |  | Brankáři |  | Rozhodčí: Vladimír Šindler, Roman Polák |
| 12:40 Oldřich Horák 17:00 Ondřej Veselý 22:28 Zdeněk Okáll 58:30 Pavel Kubiš |  |          |  | Rozhodčí: Vladimír Šindler, Roman Polák |

| 28. března 2014 17:10 | Mountfield Hradec Králové | 1:2 PP (0:0, 0:1, 1:0) | PSG Zlín | Zimní stadion Hradec Králové Návštěvnost: 5742 |  |

| Report               |                      |          |                                            |                                          |
|                      |                      | Brankáři |                                            | Rozhodčí: Radek Husička, Vladimír Pešina |
| 47:01 Vladimír Škoda | 47:01 Vladimír Škoda |          | 37:12 Jaroslav Balaštík 75:14 Petr Čajánek | Rozhodčí: Radek Husička, Vladimír Pešina |

Do semifinále postoupil tým PSG Zlín, když v sérii zvítězil 4:2 na zápasy.

#### HC Škoda Plzeň(3.) –HC Kometa Brno(6.)
| 18. března 2014 17:10 | HC Škoda Plzeň | 1:4 (0:2, 1:1, 0:1) | HC Kometa Brno | ČEZ Aréna Návštěvnost: 5483 |  |

| Report           |                  |          |                                                                           |                                       |
|                  |                  | Brankáři |                                                                           | Rozhodčí: Martin Fraňo, Martin Homola |
| 32:57 Ján Sýkora | 32:57 Ján Sýkora |          | 10:39 Jan Hruška 14:59 Jan Hruška 25:59 Vojtěch Němec 45:14 Vojtěch Němec | Rozhodčí: Martin Fraňo, Martin Homola |

| 19. března 2014 17:30 | HC Škoda Plzeň | 4:1 (2:0, 2:0, 0:1) | HC Kometa Brno | ČEZ Aréna Návštěvnost: 6016 |  |

| Report                                                                       |                                                                              |          |                     |                                         |
|                                                                              |                                                                              | Brankáři |                     | Rozhodčí: Antonín Jeřábek, Tomáš Turčan |
| 09:22 Tomáš Slovák 11:33 Ján Sýkora 21:39 Ondřej Kratěna 34:28 Martin Straka | 09:22 Tomáš Slovák 11:33 Ján Sýkora 21:39 Ondřej Kratěna 34:28 Martin Straka |          | 46:02 Vojtěch Němec | Rozhodčí: Antonín Jeřábek, Tomáš Turčan |

| 22. března 2014 17:00 | HC Kometa Brno | 1:2 (1:1, 0:0, 0:1) | HC Škoda Plzeň | Kajot Arena Návštěvnost: 7200 |  |

| Report            |                   |          |                                         |                                    |
|                   |                   | Brankáři |                                         | Rozhodčí: René Hradil, Roman Polák |
| 15:31 Libor Pivko | 15:31 Libor Pivko |          | 14:15 Pavel Kašpařík 59:07 Tomáš Vlasák | Rozhodčí: René Hradil, Roman Polák |

| 23. března 2014 16:40 | HC Kometa Brno | 1:0 (0:0, 1:0, 0:0) | HC Škoda Plzeň | Kajot Arena Návštěvnost: 7200 |  |

| Report              |  |          |  |                                      |
|                     |  | Brankáři |  | Rozhodčí: Vladimír Pešina, Robin Šír |
| 28:52 Vojtěch Němec |  |          |  | Rozhodčí: Vladimír Pešina, Robin Šír |

| 26. března 2014 17:30 | HC Škoda Plzeň | 2:3 (0:0, 1:2, 1:1) | HC Kometa Brno | ČEZ Aréna Návštěvnost: 6815 |  |

| Report                                   |                                          |          |                                                             |                                     |
|                                          |                                          | Brankáři |                                                             | Rozhodčí: Pavel Hodek, Pavel Mikula |
| 28:09 Václav Pletka 45:07 Ondřej Kratěna | 28:09 Václav Pletka 45:07 Ondřej Kratěna |          | 26:59 Tomáš Svoboda 35:45 Tomáš Vondráček 42:10 Libor Pivko | Rozhodčí: Pavel Hodek, Pavel Mikula |

| 28. března 2014 19:00 | HC Kometa Brno | 4:3 PP (1:0, 1:3, 1:1) | HC Škoda Plzeň | Kajot Arena Návštěvnost: 7200 |  |

| Report                                                                          |                                                                                 |          |                                                             |                                     |
|                                                                                 |                                                                                 | Brankáři |                                                             | Rozhodčí: Martin Fraňo, René Hradil |
| 16:45 Hynek Zohorna 26:38 Vojtěch Němec 43:02 Jakub Svoboda 64:19 Hynek Zohorna | 16:45 Hynek Zohorna 26:38 Vojtěch Němec 43:02 Jakub Svoboda 64:19 Hynek Zohorna |          | 22:34 Miroslav Indrák 24:53 Patrik Petruška 30:23 Jakub Lev | Rozhodčí: Martin Fraňo, René Hradil |

Do semifinále postoupil tým HC Kometa Brno, když v sérii zvítězil 4:2 na zápasy.

#### HC Oceláři Třinec(2.) –HC ČSOB Pojišťovna Pardubice(7.)
| 18. března 2014 17:00 | HC Oceláři Třinec | 0:4 (0:1, 0:2, 0:1) | HC ČSOB Pojišťovna Pardubice | Werk Arena Návštěvnost: 4564 |  |

| Report |  |          |                                                                              |                                      |
|        |  | Brankáři |                                                                              | Rozhodčí: Radek Husička, Roman Polák |
|        |  |          | 01:54 Tomáš Zohorna 24:58 Jiří Cetkovský 38:03 Tomáš Nosek 53:56 Petr Sýkora | Rozhodčí: Radek Husička, Roman Polák |

| 19. března 2014 17:00 | HC Oceláři Třinec | 5:1 (0:0, 3:0, 2:1) | HC ČSOB Pojišťovna Pardubice | Werk Arena Návštěvnost: 4391 |  |

| Report                                                                                            |                                                                                                   |          |                   |                                        |
|                                                                                                   |                                                                                                   | Brankáři |                   | Rozhodčí: Vladimír Pešina, René Hradil |
| 23:20 Tomáš Linhart 29:25 Jiří Polanský 36:44 Martin Růžička 58:21 Vojtěch Polák 59:59 Adam Rufer | 23:20 Tomáš Linhart 29:25 Jiří Polanský 36:44 Martin Růžička 58:21 Vojtěch Polák 59:59 Adam Rufer |          | 57:47 Petr Sýkora | Rozhodčí: Vladimír Pešina, René Hradil |

| 22. března 2014 18:20 | HC ČSOB Pojišťovna Pardubice | 1:2 PP (0:0, 0:0, 1:1) | HC Oceláři Třinec | ČEZ Arena Návštěvnost: 9052 |  |

| Report            |                   |          |                                      |                                       |
|                   |                   | Brankáři |                                      | Rozhodčí: Vladimír Šindler, Robin Šír |
| 45:50 Tomáš Nosek | 45:50 Tomáš Nosek |          | 54:56 Lukáš Zíb 66:54 Martin Růžička | Rozhodčí: Vladimír Šindler, Robin Šír |

| 23. března 2014 17:00 | HC ČSOB Pojišťovna Pardubice | 0:1 (0:0, 0:0, 0:1) | HC Oceláři Třinec | ČEZ Arena Návštěvnost: 10071 |  |

| Report |  |          |                      |                                     |
|        |  | Brankáři |                      | Rozhodčí: Martin Fraňo, Pavel Hodek |
|        |  |          | 59:34 Martin Růžička | Rozhodčí: Martin Fraňo, Pavel Hodek |

| 26. března 2014 18:20 | HC Oceláři Třinec | 6:3 (2:1, 2:1, 2:1) | HC ČSOB Pojišťovna Pardubice | Werk Arena Návštěvnost: 4424 |  |

| Report | |          |                                                          |                                  |
| | | Brankáři |                                                          | Rozhodčí: René Hradil, Robin Šír |
| 05:44 David Nosek 08:43 Radek Bonk 29:17 Martin Růžička 38:43 Jiří Polanský 41:12 Vojtěch Polák 56:18 Adam Rufer | 05:44 David Nosek 08:43 Radek Bonk 29:17 Martin Růžička 38:43 Jiří Polanský 41:12 Vojtěch Polák 56:18 Adam Rufer |          | 06:40 Radoslav Tybor 32:10 Lukáš Radil 50:27 Tomáš Nosek | Rozhodčí: René Hradil, Robin Šír |

Do semifinále postoupil tým HC Oceláři Třinec, když v sérii zvítězil 4:1 na zápasy.

#### HC Sparta Praha(1.) –HC Vítkovice Steel(8.)
| 18. března 2014 18:30 | HC Sparta Praha | 3:2 (0:1, 0:2, 0:1) | HC Vítkovice Steel | Tipsport arena Návštěvnost: 7191 |  |

| Report                                               |                                                      |          |                                              |                                        |
|                                                      |                                                      | Brankáři |                                              | Rozhodčí: Vladimír Pešina, Milan Minář |
| 03:37 Karel Pilař 27:43 Daniel Přibyl 30:57 Petr Ton | 03:37 Karel Pilař 27:43 Daniel Přibyl 30:57 Petr Ton |          | 18:33 Richard Stehlík 48:17 Vladimír Svačina | Rozhodčí: Vladimír Pešina, Milan Minář |

| 19. března 2014 18:30 | HC Sparta Praha | 0:1 (0:0, 0:0, 0:1) | HC Vítkovice Steel | Tipsport arena Návštěvnost: 8320 |  |

| Report |  |          |                    |                                        |
|        |  | Brankáři |                    | Rozhodčí: Vladimír Šindler, Jan Hribik |
|        |  |          | 59:13 Petr Kolouch | Rozhodčí: Vladimír Šindler, Jan Hribik |

| 22. března 2014 14:30 | HC Vítkovice Steel | 2:3 PP (0:0, 0:1, 2:1) | HC Sparta Praha | ČEZ Aréna Návštěvnost: 8452 |  |

| Report                           |                                  |          |                                                   |                                        |
|                                  |                                  | Brankáři |                                                   | Rozhodčí: Milan Minář, Antonín Jeřábek |
| 42:04 Lukáš Kovář 49:16 Jan Káňa | 42:04 Lukáš Kovář 49:16 Jan Káňa |          | 36:34 Petr Ton 50:56 Petr Ton 71:45 Daniel Přibyl | Rozhodčí: Milan Minář, Antonín Jeřábek |

| 23. března 2014 18:00 | HC Vítkovice Steel | 3:5 (2:2, 0:2, 1:1) | HC Sparta Praha | ČEZ Aréna Návštěvnost: 9320 |  |

| Report                                               |                                                      |          |                                                                                         |                                           |
|                                                      |                                                      | Brankáři |                                                                                         | Rozhodčí: Vladimír Šindler, Štěpán Souček |
| 16:11 Erik Němec 19:14 Roman Szturc 53:57 Erik Němec | 16:11 Erik Němec 19:14 Roman Szturc 53:57 Erik Němec |          | 02:13 Jan Piskáček 13:08 Petr Ton 20:34 Petr Ton 29:47 Jaroslav Hlinka 49:11 Lukáš Pech | Rozhodčí: Vladimír Šindler, Štěpán Souček |

| 26. března 2014 18:30 | HC Sparta Praha | 2:1 SN (1:0, 0:1, 0:0) | HC Vítkovice Steel | Tipsport arena Návštěvnost: 10070 |  |

| Report                                                     |                                                            |          |                     |                                       |
|                                                            |                                                            | Brankáři |                     | Rozhodčí: Jan Hribik, Vladimír Pešina |
| 02:44 Daniel Přibyl rozhodující najezd proměnil Lukáš Pech | 02:44 Daniel Přibyl rozhodující najezd proměnil Lukáš Pech |          | 32:45 Tomáš Kudělka | Rozhodčí: Jan Hribik, Vladimír Pešina |

Do semifinále postoupil tým HC Sparta Praha, když v sérii zvítězil 4:1 na zápasy.

### Semifinále

#### HC Sparta Praha(1.) –HC Kometa Brno(6.)
| 2. dubna 2014 19:00 | HC Sparta Praha | 2:5 (0:1, 1:2, 1:2) | HC Kometa Brno | Tipsport arena Návštěvnost: 9812 |  |

| Report                                         |                                                |                             | |                                                                             |
| Tomáš Pöpperle                                 | Tomáš Pöpperle                                 | Brankáři                    | Marek Čiliak | Rozhodčí: Antonín Jeřábek Robin Šír Čároví: Marek Hlavatý Rudolf Tošenovjan |
| Jaroslav Hlinka – 27:37' Jan Buchtele – 55:46' | Jaroslav Hlinka – 27:37' Jan Buchtele – 55:46' | 0–1 0–2 1–2 1–3 1–4 2–4 2–5 | 13:37' – Hynek Zohorna 26:47' – Tomáš Svoboda 34:01' – Jozef Kováčik 51:18' – Hynek Zohorna 56:27' – Jan Hruška | Rozhodčí: Antonín Jeřábek Robin Šír Čároví: Marek Hlavatý Rudolf Tošenovjan |
| 8 min                                          | 8 min                                          | Tresty                      | 20 min | Rozhodčí: Antonín Jeřábek Robin Šír Čároví: Marek Hlavatý Rudolf Tošenovjan |
| 34                                             | 34                                             | Střely                      | 19 | Rozhodčí: Antonín Jeřábek Robin Šír Čároví: Marek Hlavatý Rudolf Tošenovjan |

| 3. dubna 2014 17:50 | HC Sparta Praha | 3:0 (3:0, 0:0, 0:0) | HC Kometa Brno | Tipsport arena Návštěvnost: 9187 |  |

| Report                                                             |                                                                    |             |              |                                                                             |
| Tomáš Pöpperle                                                     | Tomáš Pöpperle                                                     | Brankáři    | Marek Čiliak | Rozhodčí: Vladimír Šindler Milan Minář Čároví: Stanislav Barvíř Petr Blümel |
| Petr Kumstát – 07:59' Jakub Krejčík – 15:30' Jan Piskáček – 17:05' | Petr Kumstát – 07:59' Jakub Krejčík – 15:30' Jan Piskáček – 17:05' | 1–0 2–0 3–0 |              | Rozhodčí: Vladimír Šindler Milan Minář Čároví: Stanislav Barvíř Petr Blümel |
| 22 min                                                             | 22 min                                                             | Tresty      | 26 min       | Rozhodčí: Vladimír Šindler Milan Minář Čároví: Stanislav Barvíř Petr Blümel |
| 27                                                                 | 27                                                                 | Střely      | 29           | Rozhodčí: Vladimír Šindler Milan Minář Čároví: Stanislav Barvíř Petr Blümel |

| 6. dubna 2014 18:00 | HC Kometa Brno | 3:2 PP (0:1, 2:1, 0:0 - 1:0) | HC Sparta Praha | Kajot Arena Návštěvnost: 7200 |  |

| Report                                                          |                                                                 |                     |                                             |                                                                     |
| Marek Čiliak                                                    | Marek Čiliak                                                    | Brankáři            | Tomáš Pöpperle                              | Rozhodčí: Martin Fraňo Jan Hribik Čároví: Petr Charvát Roman Pouzar |
| Vojtěch Němec – 25:06' Jakub Svoboda – 26:32' Jan Káňa – 74:58' | Vojtěch Němec – 25:06' Jakub Svoboda – 26:32' Jan Káňa – 74:58' | 0–1 0–2 1–2 2–2 3–2 | 05:49' – Jan Buchtele 22:07' – Jan Piskáček | Rozhodčí: Martin Fraňo Jan Hribik Čároví: Petr Charvát Roman Pouzar |
| 10 min                                                          | 10 min                                                          | Tresty              | 10 min                                      | Rozhodčí: Martin Fraňo Jan Hribik Čároví: Petr Charvát Roman Pouzar |
| 48                                                              | 48                                                              | Střely              | 26                                          | Rozhodčí: Martin Fraňo Jan Hribik Čároví: Petr Charvát Roman Pouzar |

| 7. dubna 2014 19:00 | HC Kometa Brno | 3:5 (1:2, 1:1, 1:2) | HC Sparta Praha | Kajot Arena Návštěvnost: 7200 |  |

| Report                                                              |                                                                     |                                 | |                                                                      |
| Marek Čiliak                                                        | Marek Čiliak                                                        | Brankáři                        | Tomáš Pöpperle                                                                                                | Rozhodčí: Vladimír Pešina Robin Šír Čároví: Jiří Gebauer Vít Lederer |
| Jakub Koreis – 09:44' Michal Kempný – 20:50' Hynek Zohorna – 56:25' | Jakub Koreis – 09:44' Michal Kempný – 20:50' Hynek Zohorna – 56:25' | 0–1 1–1 1–2 2–2 2–3 2–4 3–4 3–5 | 03:24' – Tomáš Rolinek 14:07' – Adam Polášek 38:46' – Jan Buchtele 41:26' – Daniel Přibyl 58:15' – Lukáš Pech | Rozhodčí: Vladimír Pešina Robin Šír Čároví: Jiří Gebauer Vít Lederer |
| 37 min                                                              | 37 min                                                              | Tresty                          | 39 min | Rozhodčí: Vladimír Pešina Robin Šír Čároví: Jiří Gebauer Vít Lederer |
| 26                                                                  | 26                                                                  | Střely                          | 36 | Rozhodčí: Vladimír Pešina Robin Šír Čároví: Jiří Gebauer Vít Lederer |

| 10. dubna 2014 18:30 | HC Sparta Praha | 1:2 SN (1:1, 0:0, 0:0) | HC Kometa Brno | Tipsport arena Návštěvnost: 11738 |  |

| Report                                                         |                                                                |                            |                                                  |                                                                                 |
| Tomáš Pöpperle                                                 | Tomáš Pöpperle                                                 | Brankáři                   | Marek Čiliak                                     | Rozhodčí: Antonín Jeřábek Vladimír Šindler Čároví: Stanislav Barvíř Tomáš Pešek |
| Dominik Simon – 18:30' Lukáš Pech Jan Buchtele Jaroslav Hlinka | Dominik Simon – 18:30' Lukáš Pech Jan Buchtele Jaroslav Hlinka | 0–1 1–1 Samostatné nájezdy | 17:52' – Libor Pivko Jozef Kováčik Tomáš Svoboda | Rozhodčí: Antonín Jeřábek Vladimír Šindler Čároví: Stanislav Barvíř Tomáš Pešek |
| 8 min                                                          | 8 min                                                          | Tresty                     | 10 min                                           | Rozhodčí: Antonín Jeřábek Vladimír Šindler Čároví: Stanislav Barvíř Tomáš Pešek |
| 36                                                             | 36                                                             | Střely                     | 23                                               | Rozhodčí: Antonín Jeřábek Vladimír Šindler Čároví: Stanislav Barvíř Tomáš Pešek |

| 12. dubna 2014 17:30 | HC Kometa Brno | 2:5 (0:4, 0:1, 2:0) | HC Sparta Praha | Kajot Arena Návštěvnost: 7200 |  |

| Report                                        |                                               |                             | |                                                                       |
| Marek Čiliak (12:20) Jiří Trvaj (47:40)       | Marek Čiliak (12:20) Jiří Trvaj (47:40)       | Brankáři                    | Tomáš Pöpperle | Rozhodčí: Martin Fraňo Pavel Hodek Čároví: Jaromír Bláha Evžen Kostka |
| Michal Kempný – 40:31' Tomáš Svoboda – 48:41' | Michal Kempný – 40:31' Tomáš Svoboda – 48:41' | 0–1 0–2 0–3 0–4 0–5 1–5 2–5 | 05:18' – Tomáš Divíšek 07:10' – Miroslav Forman 08:26' – Jaroslav Hlinka 12:20' – Jaroslav Hlinka 38:30' – Daniel Přibyl | Rozhodčí: Martin Fraňo Pavel Hodek Čároví: Jaromír Bláha Evžen Kostka |
| 14 min                                        | 14 min                                        | Tresty                      | 8 min | Rozhodčí: Martin Fraňo Pavel Hodek Čároví: Jaromír Bláha Evžen Kostka |
| 30                                            | 30                                            | Střely                      | 31 | Rozhodčí: Martin Fraňo Pavel Hodek Čároví: Jaromír Bláha Evžen Kostka |

| 14. dubna 2014 19:00 | HC Sparta Praha | 4:5 (3:2, 0:3, 1:0) | HC Kometa Brno | Tipsport arena Návštěvnost: 11928 |  |

| Report                                                                                 |                                                                                        |                                     | |                                                                                        |
| Tomáš Pöpperle                                                                         | Tomáš Pöpperle                                                                         | Brankáři                            | Marek Čiliak (1:29) Jiří Trvaj (58:31)                                                                    | Rozhodčí: Jan Hribik, Vladimír Pešina Vladimír Pešina Čároví: Petr Blümel Roman Pouzar |
| Lukáš Pech – 01:22' Jan Buchtele – 01:29' Tomáš Rolinek – 10:03' Adam Polášek – 42:13' | Lukáš Pech – 01:22' Jan Buchtele – 01:29' Tomáš Rolinek – 10:03' Adam Polášek – 42:13' | 1–0 2–0 2–1 3–1 3–2 3–3 3–4 3–5 4–5 | 06:37' – Leoš Čermák 15:03' – Tomáš Žižka 22:43' – Vojtěch Němec 25:43' – Libor Pivko 29:28' – Jan Hruška | Rozhodčí: Jan Hribik, Vladimír Pešina Vladimír Pešina Čároví: Petr Blümel Roman Pouzar |
| 10 min                                                                                 | 10 min                                                                                 | Tresty                              | 10 min | Rozhodčí: Jan Hribik, Vladimír Pešina Vladimír Pešina Čároví: Petr Blümel Roman Pouzar |
| 26                                                                                     | 26                                                                                     | Střely                              | 29 | Rozhodčí: Jan Hribik, Vladimír Pešina Vladimír Pešina Čároví: Petr Blümel Roman Pouzar |

Do finále postoupil tým HC Kometa Brno, když v sérii zvítězil 4:3 na zápasy.

#### HC Oceláři Třinec(2.) –PSG Zlín(4.)
| 2. dubna 2014 17:20 | HC Oceláři Třinec | 4:0 (0:0, 4:0, 0:0) | PSG Zlín | Werk Arena Návštěvnost: 4402 |  |

| Report                                                                                          |                                                                                                 |                 |               |                                                                    |
| Šimon Hrubec                                                                                    | Šimon Hrubec                                                                                    | Brankáři        | Tomáš Štůrala | Rozhodčí: René Hradil Pavel Hodek Čároví: Miloš Bádal Roman Pouzar |
| Marek Trončinský – 21:30' Martin Růžička – 25:01' Vojtěch Polák – 30:37' Vojtěch Polák – 37:00' | Marek Trončinský – 21:30' Martin Růžička – 25:01' Vojtěch Polák – 30:37' Vojtěch Polák – 37:00' | 1–0 2–0 3–0 4–0 |               | Rozhodčí: René Hradil Pavel Hodek Čároví: Miloš Bádal Roman Pouzar |
| 12 min                                                                                          | 12 min                                                                                          | Tresty          | 18 min        | Rozhodčí: René Hradil Pavel Hodek Čároví: Miloš Bádal Roman Pouzar |
| 38                                                                                              | 38                                                                                              | Střely          | 25            | Rozhodčí: René Hradil Pavel Hodek Čároví: Miloš Bádal Roman Pouzar |

| 3. dubna 2014 17:00 | HC Oceláři Třinec | 5:2 (0:1, 3:1, 2:0) | PSG Zlín | Werk Arena Návštěvnost: 4868 |  |

| Report | |                             |                                                   |                                                                         |
| Šimon Hrubec                                                                                                 | Šimon Hrubec                                                                                                 | Brankáři                    | Luboš Horčička                                    | Rozhodčí: Martin Fraňo Vladimír Pešina Čároví: Jiří Gebauer Vít Lederer |
| Martin Adamský – 23:56' Radek Bonk – 34:32' Radek Bonk – 38:50' Marek Trončinský – 54:18' Erik Hrňa – 56:09' | Martin Adamský – 23:56' Radek Bonk – 34:32' Radek Bonk – 38:50' Marek Trončinský – 54:18' Erik Hrňa – 56:09' | 0–1 1–1 1–2 2–2 3–2 4–2 5–2 | 00:26' – Antonín Honejsek 29:57' – Bedřich Köhler | Rozhodčí: Martin Fraňo Vladimír Pešina Čároví: Jiří Gebauer Vít Lederer |
| 8 min | 8 min | Tresty                      | 30 min                                            | Rozhodčí: Martin Fraňo Vladimír Pešina Čároví: Jiří Gebauer Vít Lederer |
| 27 | 27 | Střely                      | 28                                                | Rozhodčí: Martin Fraňo Vladimír Pešina Čároví: Jiří Gebauer Vít Lederer |

| 6. dubna 2014 16:10 | PSG Zlín | 2:0 (0:0, 1:0, 1:0) | HC Oceláři Třinec | Zimní stadion Luďka Čajky Návštěvnost: 5401 |  |

| Report                                           |                                                  |          |              |                                                                      |
| Libor Kašík                                      | Libor Kašík                                      | Brankáři | Šimon Hrubec | Rozhodčí: Milan Minář Robin Šír Čároví: Stanislav Barvíř Petr Blümel |
| Martin Matějíček – 20:36' Ondřej Veselý – 59:56' | Martin Matějíček – 20:36' Ondřej Veselý – 59:56' | 1–0 2–0  |              | Rozhodčí: Milan Minář Robin Šír Čároví: Stanislav Barvíř Petr Blümel |
| 10 min                                           | 10 min                                           | Tresty   | 8 min        | Rozhodčí: Milan Minář Robin Šír Čároví: Stanislav Barvíř Petr Blümel |
| 31                                               | 31                                               | Střely   | 27           | Rozhodčí: Milan Minář Robin Šír Čároví: Stanislav Barvíř Petr Blümel |

| 7. dubna 2014 17:10 | PSG Zlín | 4:3 (1:1, 1:1, 2:1) | HC Oceláři Třinec | Zimní stadion Luďka Čajky Návštěvnost: 5115 |  |

| Report                                                                                   |                                                                                          |                             |                                                                  |                                                                          |
| Libor Kašík                                                                              | Libor Kašík                                                                              | Brankáři                    | Šimon Hrubec                                                     | Rozhodčí: Antonín Jeřábek René Hradil Čároví: Jaromír Bláha Evžen Kostka |
| Filip Čech – 14:39' Bedřich Köhler – 37:53' Jiří Marušák – 42:36' Ondřej Veselý – 52:50' | Filip Čech – 14:39' Bedřich Köhler – 37:53' Jiří Marušák – 42:36' Ondřej Veselý – 52:50' | 0–1 1–1 2–1 2–2 3–2 3–3 4–3 | 00:32' – Martin Růžička 39:40' – David Nosek 52:31' – Radek Bonk | Rozhodčí: Antonín Jeřábek René Hradil Čároví: Jaromír Bláha Evžen Kostka |
| 12 min                                                                                   | 12 min                                                                                   | Tresty                      | 10 min                                                           | Rozhodčí: Antonín Jeřábek René Hradil Čároví: Jaromír Bláha Evžen Kostka |
| 24                                                                                       | 24                                                                                       | Střely                      | 36                                                               | Rozhodčí: Antonín Jeřábek René Hradil Čároví: Jaromír Bláha Evžen Kostka |

| 10. dubna 2014 17:20 | HC Oceláři Třinec | 3:4 PP (0:1, 2:0, 1:2 - 0:1) | PSG Zlín | Werk Arena Návštěvnost: 5032 |  |

| Report                                                               |                                                                      |                             |                                                                                                   |                                                                         |
| Šimon Hrubec                                                         | Šimon Hrubec                                                         | Brankáři                    | Libor Kašík                                                                                       | Rozhodčí: Martin Fraňo Vladimír Pešina Čároví: Jiří Gebauer Vít Lederer |
| Vojtěch Polák – 29:05' David Květoň – 33:41' Martin Růžička – 46:24' | Vojtěch Polák – 29:05' David Květoň – 33:41' Martin Růžička – 46:24' | 0–1 1–1 2–1 2–2 2–3 3–3 3–4 | 13:33' – Antonín Honejsek 44:01' – Marek Melenovský 45:40' – Jiří Marušák 66:20' – Oldřich Kotvan | Rozhodčí: Martin Fraňo Vladimír Pešina Čároví: Jiří Gebauer Vít Lederer |
| 10 min                                                               | 10 min                                                               | Tresty                      | 12 min                                                                                            | Rozhodčí: Martin Fraňo Vladimír Pešina Čároví: Jiří Gebauer Vít Lederer |
| 36                                                                   | 36                                                                   | Střely                      | 26                                                                                                | Rozhodčí: Martin Fraňo Vladimír Pešina Čároví: Jiří Gebauer Vít Lederer |

| 12. dubna 2014 17:30 | PSG Zlín | 5:1 (2:0, 1:0, 2:1) | HC Oceláři Třinec | Zimní stadion Luďka Čajky Návštěvnost: 7000 |  |

| Report | |                         |                       |                                                                         |
| Libor Kašík | Libor Kašík | Brankáři                | Šimon Hrubec          | Rozhodčí: Vladimír Šindler Milan Minář Čároví: Miloš Bádal Roman Pouzar |
| Petr Čajánek – 00:37' Ondřej Veselý – 04:11' Jaroslav Balaštík – 33:30' Bedřich Köhler – 49:10' Antonín Honejsek – 53:03' | Petr Čajánek – 00:37' Ondřej Veselý – 04:11' Jaroslav Balaštík – 33:30' Bedřich Köhler – 49:10' Antonín Honejsek – 53:03' | 1–0 2–0 3–0 3–1 4–1 5–1 | 40:33' – Jakub Orsava | Rozhodčí: Vladimír Šindler Milan Minář Čároví: Miloš Bádal Roman Pouzar |
| 10 min | 10 min | Tresty                  | 14 min                | Rozhodčí: Vladimír Šindler Milan Minář Čároví: Miloš Bádal Roman Pouzar |
| 26 | 26 | Střely                  | 33                    | Rozhodčí: Vladimír Šindler Milan Minář Čároví: Miloš Bádal Roman Pouzar |

Do finále postoupil tým PSG Zlín, když v sérii zvítězil 4:2 na zápasy.

### Finále

#### PSG Zlín(4.) –HC Kometa Brno(6.)
| 17. dubna 2014 18:20 | PSG Zlín | 3:0 (2:0, 1:0, 0:0) | HC Kometa Brno | Zimní stadion Luďka Čajky Návštěvnost: 7000 |  |

| Report                                                                     |                                                                            |             |            |                                                                             |
| Libor Kašík                                                                | Libor Kašík                                                                | Brankáři    | Jiří Trvaj | Rozhodčí: Vladimír Šindler Antonín Jeřábek Čároví: Jiří Gebauer Vít Lederer |
| Jiří Marušák – 06:27' Jaroslav Balaštík – 14:40' Antonín Honejsek – 35:55' | Jiří Marušák – 06:27' Jaroslav Balaštík – 14:40' Antonín Honejsek – 35:55' | 1–0 2–0 3–0 |            | Rozhodčí: Vladimír Šindler Antonín Jeřábek Čároví: Jiří Gebauer Vít Lederer |
| 12 min                                                                     | 12 min                                                                     | Tresty      | 6 min      | Rozhodčí: Vladimír Šindler Antonín Jeřábek Čároví: Jiří Gebauer Vít Lederer |
| 21                                                                         | 21                                                                         | Střely      | 33         | Rozhodčí: Vladimír Šindler Antonín Jeřábek Čároví: Jiří Gebauer Vít Lederer |

| 18. dubna 2014 18:20 | PSG Zlín | 3:0 (1:0, 1:0, 1:0) | HC Kometa Brno | Zimní stadion Luďka Čajky Návštěvnost: 7000 |  |

| Report                                                                     |                                                                            |             |              |                                                                             |
| Libor Kašík                                                                | Libor Kašík                                                                | Brankáři    | Marek Čiliak | Rozhodčí: Martin Fraňo Vladimír Pešina Čároví: Stanislav Barvíř Petr Blümel |
| Ondřej Veselý – 15:14' Antonín Honejsek – 39:24' Antonín Honejsek – 54:04' | Ondřej Veselý – 15:14' Antonín Honejsek – 39:24' Antonín Honejsek – 54:04' | 1–0 2–0 3–0 |              | Rozhodčí: Martin Fraňo Vladimír Pešina Čároví: Stanislav Barvíř Petr Blümel |
| 14 min                                                                     | 14 min                                                                     | Tresty      | 22 min       | Rozhodčí: Martin Fraňo Vladimír Pešina Čároví: Stanislav Barvíř Petr Blümel |
| 30                                                                         | 30                                                                         | Střely      | 23           | Rozhodčí: Martin Fraňo Vladimír Pešina Čároví: Stanislav Barvíř Petr Blümel |

| 21. dubna 2014 18:20 | HC Kometa Brno | 1:4 (1:1, 0:2, 0:1) | PSG Zlín | Kajot Arena Návštěvnost: 7200 |  |

| Report               |                      |                     |                                                                                        |                                                                      |
| Marek Čiliak         | Marek Čiliak         | Brankáři            | Libor Kašík                                                                            | Rozhodčí: Antonín Jeřábek Robin Šír Čároví: Jiří Gebauer Vít Lederer |
| Libor Pivko – 00:15' | Libor Pivko – 00:15' | 1–0 1–1 1–2 1–3 1–4 | 14:08' – Filip Čech 22:26' – Petr Zámorský 34:19' – Bedřich Köhler 59:19' – Filip Čech | Rozhodčí: Antonín Jeřábek Robin Šír Čároví: Jiří Gebauer Vít Lederer |
| 4 min                | 4 min                | Tresty              | 10 min                                                                                 | Rozhodčí: Antonín Jeřábek Robin Šír Čároví: Jiří Gebauer Vít Lederer |
| 34                   | 34                   | Střely              | 32                                                                                     | Rozhodčí: Antonín Jeřábek Robin Šír Čároví: Jiří Gebauer Vít Lederer |

| 22. dubna 2014 18:20 | HC Kometa Brno | 3:1 (2:0, 0:1, 1:0) | PSG Zlín | Kajot Arena Návštěvnost: 7200 |  |

| Report                                                                |                                                                       |                 |                       |                                                                                 |
| Jiří Trvaj                                                            | Jiří Trvaj                                                            | Brankáři        | Libor Kašík           | Rozhodčí: Vladimír Pešina Vladimír Šindler Čároví: Stanislav Barvíř Petr Blümel |
| Jakub Svoboda – 06:42' Tomáš Vondráček – 16:13' Jakub Koreis – 41:42' | Jakub Svoboda – 06:42' Tomáš Vondráček – 16:13' Jakub Koreis – 41:42' | 1–0 2–0 2–1 3–1 | 20:37' – Petr Čajánek | Rozhodčí: Vladimír Pešina Vladimír Šindler Čároví: Stanislav Barvíř Petr Blümel |
| 16 min                                                                | 16 min                                                                | Tresty          | 26 min                | Rozhodčí: Vladimír Pešina Vladimír Šindler Čároví: Stanislav Barvíř Petr Blümel |
| 16                                                                    | 16                                                                    | Střely          | 35                    | Rozhodčí: Vladimír Pešina Vladimír Šindler Čároví: Stanislav Barvíř Petr Blümel |

| 25. dubna 2014 18:20 | PSG Zlín | 5:3 (3:1, 1:1, 1:1) | HC Kometa Brno | Zimní stadion Luďka Čajky Návštěvnost: 7000 |  |

| Report | |                                 |                                                                 |                                                                      |
| Libor Kašík | Libor Kašík | Brankáři                        | Jiří Trvaj (20:00) Marek Čiliak (39:19)                         | Rozhodčí: Antonín Jeřábek Robin Šir Čároví: Jiří Gebauer Vít Lederer |
| Bedřich Köhler - 04:06' Petr Čajánek - 13:53' Petr Zámorský - 19:08' Petr Zámorský - 25:26' Jiří Ondráček - 41:24' | Bedřich Köhler - 04:06' Petr Čajánek - 13:53' Petr Zámorský - 19:08' Petr Zámorský - 25:26' Jiří Ondráček - 41:24' | 1-0 1-1 2-1 3-1 4-1 4-2 5-2 5-3 | 09:40' - Tomáš Žižka 29:08' - Petr Kuboš 49:05' - Vojtěch Němec | Rozhodčí: Antonín Jeřábek Robin Šir Čároví: Jiří Gebauer Vít Lederer |
| 20 min | 20 min | Tresty                          | 18 min                                                          | Rozhodčí: Antonín Jeřábek Robin Šir Čároví: Jiří Gebauer Vít Lederer |
| 39 | 39 | Střely                          | 41                                                              | Rozhodčí: Antonín Jeřábek Robin Šir Čároví: Jiří Gebauer Vít Lederer |

Mistrem republiky se stal tým PSG Zlín, když zvítězil 4:1 na zápasy.

## Play out
Mužstva, která po základní částí, tedy 52. kole, skončila na 11. až 14. místě sehrála po skončení této fáze soutěže dalších šest zápasů v playout.
| Datum utkání | Domácí                  | Hosté                   | Výsledek | Třetiny               | Report     |                         |                 |          |                       |  |
| ------------ | ----------------------- | ----------------------- | -------- | --------------------- | ---------- | ----------------------- | --------------- | -------- | --------------------- |  |
| Datum utkání | Domácí                  | Hosté                   | Výsledek | Třetiny               | 11. března | HC Energie Karlovy Vary | Piráti Chomutov | 5:4 (PP) | (1:0, 3:3, 0:1 – 1:0) |  |
| 11. března   | Rytíři Kladno           | HC Verva Litvínov       | 3:4      | (1:0, 1:2, 1:2)       |            |                         |                 |          |                       |  |
| 14. března   | HC Verva Litvínov       | HC Energie Karlovy Vary | 5:1      | (4:0, 1:0, 0:1)       |            |                         |                 |          |                       |  |
| 14. března   | Rytíři Kladno           | Piráti Chomutov         | 2:1      | (1:1, 1:0, 0:0)       |            |                         |                 |          |                       |  |
| 16. března   | HC Energie Karlovy Vary | Rytíři Kladno           | 2:4      | (1:1, 0:2, 1:1)       |            |                         |                 |          |                       |  |
| 16. března   | Piráti Chomutov         | HC Verva Litvínov       | 1:3      | (0:0, 1:1, 0:2)       |            |                         |                 |          |                       |  |
| 18. března   | HC Verva Litvínov       | Rytíři Kladno           | 4:2      | (2:0, 1:1, 1:1)       |            |                         |                 |          |                       |  |
| 18. března   | Piráti Chomutov         | HC Energie Karlovy Vary | 3:5      | (2:2, 0:1, 1:2)       |            |                         |                 |          |                       |  |
| 21. března   | Piráti Chomutov         | Rytíři Kladno           | 0:6      | (0:2, 0:2, 0:2)       |            |                         |                 |          |                       |  |
| 21. března   | HC Energie Karlovy Vary | HC Verva Litvínov       | 0:3      | (0:0, 0:1, 0:2)       |            |                         |                 |          |                       |  |
| 23. března   | HC Verva Litvínov       | Piráti Chomutov         | 3:2      | (1:1, 1:1, 1:0)       |            |                         |                 |          |                       |  |
| 23. března   | Rytíři Kladno           | HC Energie Karlovy Vary | 4:5 (PP) | (1:2, 0:0, 3:2 – 0:1) |            |                         |                 |          |                       |  |

### Tabulka
| Vysvětlivka     |
| --------------- |
| Účastník baráže |

| Poř. | Tým                     | Z  | V  | VP | PP | P  | VG  | OG  | B  |
| ---- | ----------------------- | -- | -- | -- | -- | -- | --- | --- | -- |
| 1.   | HC Verva Litvínov       | 58 | 22 | 8  | 7  | 21 | 128 | 131 | 89 |
| 2.   | HC Energie Karlovy Vary | 58 | 20 | 4  | 5  | 29 | 132 | 170 | 73 |
| 3.   | Rytíři Kladno           | 58 | 13 | 7  | 4  | 34 | 119 | 170 | 57 |
| 4.   | Piráti Chomutov         | 58 | 6  | 0  | 10 | 42 | 102 | 215 | 28 |

## Baráž o extraligu
| Vysvětlivka                                 |
| ------------------------------------------- |
| Účastník České hokejové extraligy 2014/2015 |
| Účastník 1. ligy 2014/2015                  |

| Poř. | Tým               | Z  | V | VP | PP | P | VG | OG | B  |
| ---- | ----------------- | -- | - | -- | -- | - | -- | -- | -- |
| 1.   | BK Mladá Boleslav | 12 | 5 | 2  | 2  | 3 | 38 | 31 | 21 |
| 2.   | HC Olomouc        | 12 | 5 | 1  | 3  | 3 | 34 | 34 | 20 |
| 3.   | Piráti Chomutov   | 12 | 4 | 2  | 1  | 5 | 30 | 27 | 17 |
| 4.   | Rytíři Kladno     | 12 | 3 | 2  | 1  | 6 | 31 | 41 | 14 |

- Týmy BK Mladá Boleslav a HC Olomouc postoupily do České hokejové extraligy 2014/2015.

| Datum utkání         | Domácí            | Hosté             | Výsledek | Třetiny               | Report |
| -------------------- | ----------------- | ----------------- | -------- | --------------------- | ------ |
| 1. kolo (26. března) | BK Mladá Boleslav | Rytíři Kladno     | 6:1      | (3:0, 2:0, 1:1)       |        |
| 1. kolo (26. března) | Piráti Chomutov   | HC Olomouc        | 3:1      | (2:0, 0:1, 1:0)       |        |
| 2. kolo (28. března) | BK Mladá Boleslav | HC Olomouc        | 2:3      | (0:0, 1:3, 1:0)       |        |
| 2. kolo (28. března) | Rytíři Kladno     | Piráti Chomutov   | 2:4      | (1:2, 0:1, 1:1)       |        |
| 3. kolo (30. března) | Piráti Chomutov   | BK Mladá Boleslav | 3:2 PP   | (1:1, 1:0, 0:1 – 1:0) |        |
| 3. kolo (30. března) | HC Olomouc        | Rytíři Kladno     | 4:2      | (1:0, 1:0, 2:2)       |        |
| 4. kolo (1. dubna)   | Rytíři Kladno     | BK Mladá Boleslav | 1:2 SN   | (1:0, 0:0, 0:1)       |        |
| 4. kolo (1. dubna)   | HC Olomouc        | Piráti Chomutov   | 3:2      | (1:1, 1:1, 1:0)       |        |
| 5. kolo (4. dubna)   | Piráti Chomutov   | Rytíři Kladno     | 0:1 PP   | (0:0, 0:0, 0:0 – 0:1) |        |
| 5. kolo (4. dubna)   | HC Olomouc        | BK Mladá Boleslav | 2:3 PP   | (0:1, 0:1, 2:0 – 0:1) |        |
| 6. kolo (6. dubna)   | BK Mladá Boleslav | Piráti Chomutov   | 2:1      | (1:1, 0:0, 1:0)       |        |
| 6. kolo (6. dubna)   | Rytíři Kladno     | HC Olomouc        | 5:4 SN   | (0:1, 2:3, 2:0)       |        |
| 7. kolo (8. dubna)   | BK Mladá Boleslav | Rytíři Kladno     | 6:2      | (1:0, 3:0, 2:2)       |        |
| 7. kolo (8. dubna)   | Piráti Chomutov   | HC Olomouc        | 1:3      | (0:0, 0:0, 1:3)       |        |
| 8. kolo (11. dubna)  | BK Mladá Boleslav | HC Olomouc        | 4:1      | (2:0, 1:1, 1:0)       |        |
| 8. kolo (11. dubna)  | Rytíři Kladno     | Piráti Chomutov   | 6:2      | (3:0, 1:1, 2:1)       |        |
| 9. kolo (13. dubna)  | Piráti Chomutov   | BK Mladá Boleslav | 3:1      | (0:0, 2:1, 1:0)       |        |
| 9. kolo (13. dubna)  | HC Olomouc        | Rytíři Kladno     | 5:3      | (2:3, 1:0, 2:0)       |        |
| 10. kolo (15. dubna) | Rytíři Kladno     | BK Mladá Boleslav | 3:5      | (0:0, 2:2, 1:3)       |        |
| 10. kolo (15. dubna) | HC Olomouc        | Piráti Chomutov   | 2:3 PP   | (1:1, 0:0, 1:1 – 0:1) |        |
| 11. kolo (18. dubna) | Piráti Chomutov   | Rytíři Kladno     | 2:3      | (0:1, 1:2, 1:0)       |        |
| 11. kolo (18. dubna) | HC Olomouc        | BK Mladá Boleslav | 5:4 PP   | (1:1, 1:2, 2:1 – 1:0) |        |
| 12. kolo (20. dubna) | BK Mladá Boleslav | Piráti Chomutov   | 1:6      | (0:2, 0:2, 1:2)       |        |
| 12. kolo (20. dubna) | Rytíři Kladno     | HC Olomouc        | 2:1      | (0:0, 1:0, 1:1)       |        |

## Konečná tabulka
| Pořadí           | Tým                          |
| ---------------- | ---------------------------- |
| Zlatá medaile    | PSG Zlín                     |
| Stříbrná medaile | HC Kometa Brno               |
| Bronzová medaile | HC Sparta Praha              |
| 4.               | HC Oceláři Třinec            |
| 5.               | HC Škoda Plzeň               |
| 6.               | Mountfield Hradec Králové    |
| 7.               | HC ČSOB Pojišťovna Pardubice |
| 8.               | HC Vítkovice Steel           |
| 9.               | Bílí Tygři Liberec           |
| 10.              | HC Slavia Praha              |
| 11.              | HC Verva Litvínov            |
| 12.              | HC Energie Karlovy Vary      |
| 13.              | Rytíři Kladno                |
| 14.              | Piráti Chomutov              |

| Umístění         | Mužstvo         | Hráči |
| ---------------- | --------------- | --- |
| Zlatá medaile    | PSG Zlín        | Brankáři: Libor Kašík • Luboš Horčička • Tomáš Štůrala Obránci: Oldřich Horák • Oldřich Kotvan • Jiří Marušák • Martin Matějíček • Dalibor Řezníček • Radim Tesařík • Tomáš Valenta • Patrik Urbanec • Petr Zámorský Útočníci: Jaroslav Balaštík • Petr Čajánek • Filip Čech • Lukáš Finsterle • Tomáš Fořt • Petr Holík • Antonín Honejsek • Bedřich Köhler • Pavel Kubiš • Petr Leška • Ondřej Veselý • Marek Melenovský • Zdeněk Okál • Jiří Ondráček • Pavel Sedláček Trenéři: Rostislav Vlach • Juraj Jurík • Richard Hrazdira |
| Stříbrná medaile | HC Kometa Brno  | Brankáři: Marek Čiliak • Martin Falter • Jiří Trvaj Obránci: Ondřej Dlapa • Tomáš Dujsík • Jan Hanzlík • Michal Kempný • Jozef Kováčik • Petr Kuboš • Ryley Miller • Tomáš Žižka Útočníci: Vilém Burian • Leoš Čermák • Martin Dočekal • Jan Hruška • Pavel Jenyš • Jan Káňa • Jakub Koreis • Jan Křivohlávek • Vojtěch Němec • Štěpán Novotný • Libor Pivko • Adam Raška • Jakub Svoboda • Tomáš Svoboda • Hynek Zohorna Trenéři: Vladimír Kýhos                                                                                   |
| Bronzová medaile | HC Sparta Praha | Brankáři: Roman Málek, Filip Novotný, Tomáš Pöpperle, Vojtěch Sedláček Obránci: Marek Hrbas, David Kočí, Jakub Krejčík, Karel Kubát, Radek Philipp, Karel Pilař, Jan Piskáček, Adam Polášek, Vladimír Sičák, Jan Švrček Útočníci: Zdeněk Bahenský, Jan Buchtele, Miroslav Forman, Jaroslav Hlinka, Lukáš Klimek, Petr Kumstát, Dominik Pacovský, Lukáš Pech, Martin Procházka, Daniel Přibyl, Ivan Rachůnek, Tomáš Rachůnek, Tomáš Rolinek, Dominik Simon, Petr Ton Trenéři: Josef Jandač a Zdeněk Moták                            |

## Rozhodčí
Při utkání 14. kola Slavia Praha - Rytíři Kladno došlo k trefě hlavního rozhodčího Tomáše Horáka kotoučem. Rozhodčí byl převezen s podezřením na otřes mozku a s pochroumaným uchem do nemocnice. Zápas dořídil sám jako hlavní rozhodčí Vladimír Pešina.

### Hlavní
- Všichni

- Robert Čech
- Martin Fraňo
- Pavel Hodek
- Martin Homola
- Tomáš Horák
- René Hradil
- Jan Hribik
- Michal Hrubý
- Radek Husička
- Antonín Jeřábek
- František Kalivoda
- Petr Lacina
- Pavel Mikula
- Milan Minář
- Alexander Pavlovič
- Vladimír Pešina
- Roman Polák
- Vladimír Šindler
- Robin Šír
- Tomáš Turčan
- Radek Wagner

### Čároví
- Všichni

- Miloš Bádal – Roman Pouzar
- Stanislav Barvíř – Petr Blümel
- Jaromír Bláha – Evžen Kostka
- Tomáš Brejcha – Libor Suchánek
- Jaromír Bryška – Ladislav Lučan
- Jiří Flegl – Milan Štofa
- Jakub Frodl – Petr Charvát
- Jiří Gebauer – Vít Lederer
- Marek Hlavatý – Rudolf Tošenovjan
- Aleš Hejl – Lukáš Kajínek
- Milan Jindra – Přemysl Skopal
- Lukáš Podrazil – Kamil Zavřel
- Miroslav Lhotský – Jiří Svoboda
- Vít Komárek – Jiří Ondráček
- Tomáš Pešek – David Jelínek

### Hlavní
- Anssi Salonen
- Jozef Kubuš
- Roman Gofman
- Róbert Müllner
- Stephan Bauer
- Vladimír Baluška
- Tobias Björk
- Andreas Koch

### Čároví
Do sezóny 2013/14 nenastoupil žádný mezinárodní čárový rozhodčí.